# Liste de ponts de la Haute-Garonne
Liste de ponts de la Haute-Garonne, non exhaustive, représentant les édifices présents et/ou historiques dans le département de la Haute-Garonne, en France.

## Ponts de longueur supérieure à100m
Les ouvrages de longueur totale supérieure à 100 m du département de la Haute-Garonne sont classés ci-après par gestionnaires de voies.
- Pont des Catalans
- Passerelle de la Poudrerie
- Pont de la Croix-de-Pierre
- Pont-Neuf de Toulouse
- Pont Pierre-de-Coubertin
- Passerelle Empalot (en construction)
- Pont d'Empalot
- Pont du Garigliano
- Vieux pont de Muret
- Pont du Halage de Tounis
- Passerelle Rapas (en construction)
- Pont Saint-Michel
- Pont Saint-Pierre de Toulouse

### Autoroutes
- Pont de l'A621 sur la Garonne
- Pont de l'Embouchure
- Pont de l'ONIA
- Pont d'Empalot

### Routes nationales
- Pont d'Arlos, futur itinéraire de la N125

### Routes départementales
- Le pont de Carbonne pour la D627 et le pont du Jumelage pour la D626, enjambent la Garonne à Carbonne.
- Le pont de Cazères enjambe la Garonne
- Le Pont de l'Europe de Muret pour la D19g, enjambant la Garonne.
- Le pont de Bessières traverse le Tarn
- le pont de Buzet-sur-Tarn traverse le Tarn
- Le pont de Mirepoix-sur-Tarn sur la route départementale 71 entre la commune de Mirepoix-sur-Tarn et Bessières.
- Le pont de Pinsaguel Portet pour la D820x (dont le pont constitue presque l'unique tronçon), enjambant la Garonne.
- Le pont d'Auterive pour la D622, enjambant l'Ariège.
- Le pont de Lacroix-Falgarde pour la D4F, enjambant l'Ariège.
- Le pont de la Côte de Clermont pour la D68E, enjambant l'Ariège.
- Le pont de Vernet pour la D19, enjambant l'Ariège.
- Le pont de Cintegabelle pour la D19, enjambant l'Ariège.

### Routes métropolitaines (Toulouse Métropole)
- Sur la M1, le pont de Blagnac enjambe la Garonne
- Sur la M63, le pont de Gagnac-sur-Garonne enjambe la Garonne.

### Voies ferrées
- Viaduc des Coucuts, sur l'ancienne ligne de Toulouse à Boulogne-sur-Gesse
- Viaduc de Pinsaguel, enjambant la Garonne entre Portet-sur-Garonne et Roques-sur-Garonne sur la rive gauche, et Pinsaguel sur la rive droite, sur la ligne de Portet-Saint-Simon à Puigcerdà
- Viaduc de la Poudrerie ou pont d'Arcole, enjambant la Garonne à Toulouse, sur la ligne de Toulouse à Bayonne
- Pont d'Empalot

#### Métro de Toulouse
- Viaduc de Basso Cambo
- Viaduc de l'Hers
- Viaduc de Jolimont
- Viaduc de franchissement de la rocade ouest

## Ponts présentant un intérêt architectural ou historique
Les ponts de la Haute-Garonne inscrits à l’inventaire national des monuments historiques sont recensés ci-après.
- Pont du Riat - Revel - XVIIe siècle
- Pont Saint-Jean, sur la Rigole de la Plaine - Saint-Félix-Lauragais - XVIIe siècle
- Ponts-Jumeaux, Pont-canal des Herbettes, Pont-canal d'Ayguesvives sur le Canal du Midi
- Autres ponts : Pont de Tounis, Pont de la Daurade, Pont de Lajous
- Le pont sur la Garonne de Gourdan-Polignan
- Le pont de Saint-Martory
- Le pont sur le Touch à Blagnac
- Le pont sur le Touch à Plaisance-du-Touch, pont du XVIIIe sur le Touch inscrit au titre des monuments historiques depuis 1926[1].
- Le pont de Save, pont sur la Save à Grenade inscrit à l'inventaire des monuments historiques depuis le 23 décembre 1926[2].
- Le nouveau pont du Roi sur la Garonne qui relie la France au val d'Aran.
- Le pont en fer de Lacroix-Falgarde inauguré en 1903[3],[4].

## Autres sources
- Base de données Mérimée du Ministère de la Culture et de la Communication.